# Charles Victor Daremberg
Charles Victor Daremberg (Digione, 14 marzo 1817 – Le Mesnil-le-Roi, 24 ottobre 1872) è stato un medico ed erudito francese, importante storico della medicina e bibliotecario dell’Académie de médecine e della Biblioteca Mazzarino.

## Biografia
Nacque nel 1817 a Digione da genitori rimasti sconosciuti, in casa di una levatrice che lo registrò solo con il nome di Charles Victor.
Assunse, più tardi il cognome Daremberg, ma solo una sentenza legale del 1865 ufficializzò la sua identità.
Dopo gli studi iniziali in seminario, studiò medicina a Digione e poi a Parigi ove si laureò nel 1841 con una tesi, che già prefigurava i suoi interessi storici, sulle conoscenze di Galeno del sistema nervoso.
Daremberg insegnò storia della medicina all'Università di Parigi ed eseguì numerosi viaggi nei principali paesi europei, tra cui l'Italia che visitò in compagnia di Ernest Renan (i due furono a Roma e in altre città d'Italia (tra cui Napoli, Montecassino, Firenze) nel 1849-50) alla ricerca di antichi manoscritti. Tra i suoi lavori sulla storia della medicina, oltre la nota Histoire des sciences medicales pubblicata nel 1870, sono da ricordare la raccolta, in collaborazione con Salvatore De Renzi e August Wilhelm Henschel, di documenti e trattati della Scuola medica salernitana, la prima e più importante istituzione medica d'Europa nel Medioevo e la pubblicazione, a cura di Daremberg, corredata con una traduzione in lingua francese, del Corpus Hippocraticum, raccolta di circa settanta opere, attribuibili in parte a Ippocrate, che trattano vari temi, tra cui prevalente la medicina, scritte in greco antico.
Insieme con l'archeologo francese Edmond Saglio (1828-1911) diresse il Dictionnaire des antiquités grècques et romaines, monumentale repertorio della civiltà greco-romana, pubblicato, in dieci volumi, tra il 1873 e il 1919.
Morì a Le Mesnil-le-Roi, nell'Île-de-France, a cinquantacinque anni nel 1872.

## Opere (selezione)

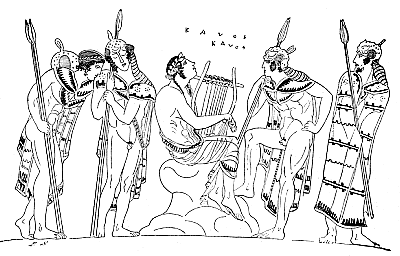
Dictionnaire des antiquités grecques et romaines: Decorazione di un'anfora attica, rinvenuta a Gela

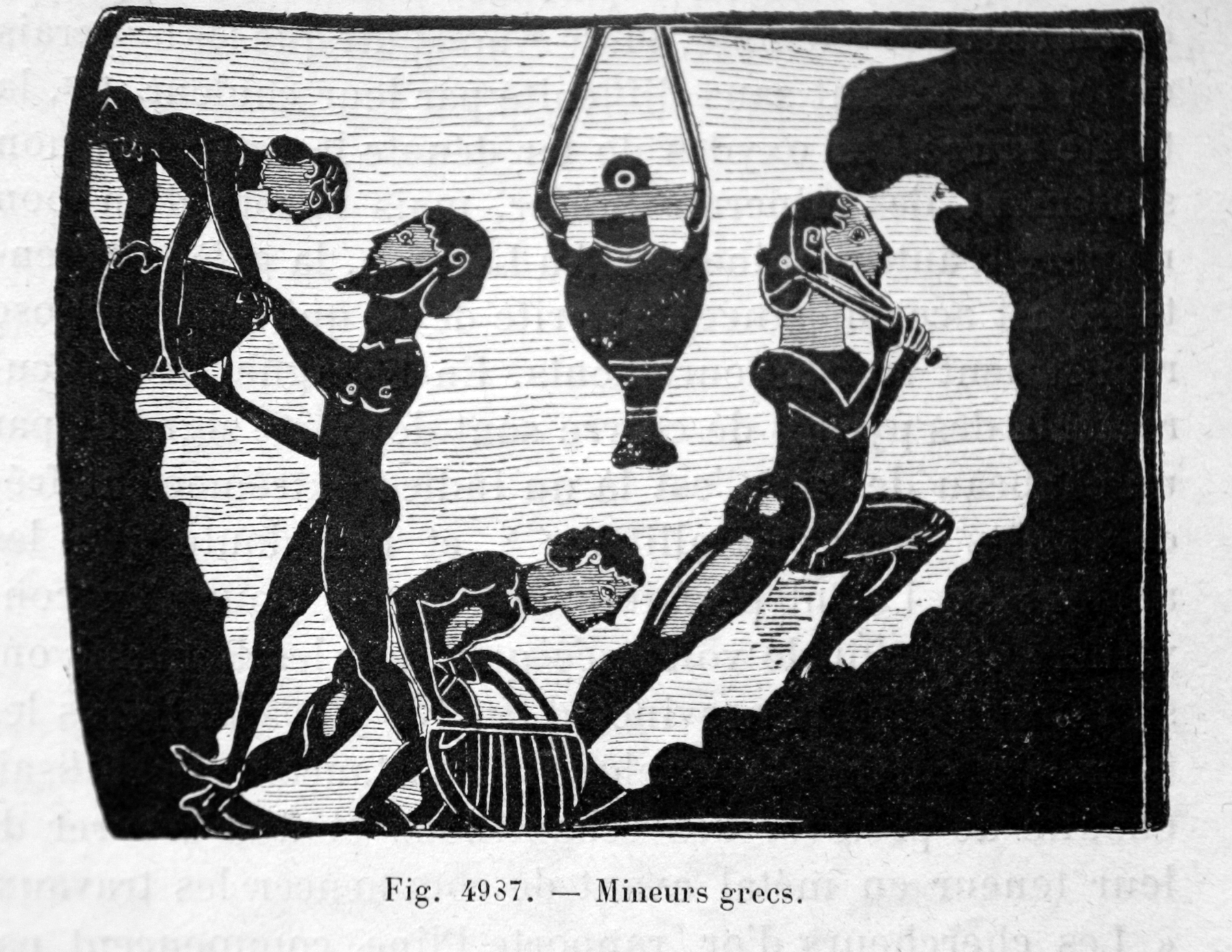
Dictionnaire des antiquités grecques et romaines: Piastrella in terracotta di Corinto, raffigurante minatori greci al lavoro

- Œuvres choisies d'Hippocrate, Paris, Lefevre Carpentier, 1843. Testo online della seconda edizione (1855)
- Essai sur la détermination et les caractères des périodes de lʹhistoire de la médecine, Paris, Baillière, 1850.
- Collectio Salernitana, ossia Documenti inediti e trattati di medicina appartenenti alla Scuola medica salernitana, 5 voll., Napoli, Sebezio, 1852-59.
- Œuvres choisies d'Hippocrate, traduites sur les textes manuscrits et imprimés, accompagnées d'arguments, de notes et précédées d'une introduction générale, par le Dr. Ch. Daremberg, bibliothécaire de la Bibliothèque Mazarine, bibliothécaire honoraire de l'Académie de médecine, [...]. Paris, Labé, 1855.
- La médecine dans Homère ou Études d'archéologie sur les médecins, l'anatomie, la physiologie, la chirurgie, et la médecine dans les poèmes homériques, Paris, Librairie Académique Didier, 1865. Testo online
- La médecine : histoire et doctrines, Paris, Librairie Académique Didier, 1865. Testo online
- Recherches sur l'état de la médecine durant la période primitive de l'histoire des Indous, Paris, Baillière, 1867.
- Histoire des sciences médicales : comprenant l'anatomie, la physiologie, la médecine, la chirurgie et les doctrines de pathologie générale depuis les temps historiques jusqu'a Harvey, 2 voll., Paris, Baillière, 1870.
- Dictionnaire des antiquités grecques et romaines d'après les textes et les monuments, contenant l'explication des termes qui se rapportent aux mœurs, aux institutions, à la religion, aux arts, aux sciences, au costume, au mobilier, à la guerre, à la marine, aux métiers, aux monnaies, poids et mesures, [...], et en général à la vie publique et privée des anciens, Paris, Hachette, 1873-1919.